# رقصة الوداع (فلم)
رقصة الوداع فيلم مصري للمخرج عز الدين ذو الفقار إنتاج عام 1954. الفيلم من قصة، وسيناريو، وحوار محمد كامل حسن المحامي، وبطولة عماد حمدي، وسامية جمال، ومحمود المليجي. يروي الفيلم قصة حب بين خادمة فقيرة، وسيدها الشاب الثري فتحمل منه، ويكتشف الأمر مما يعرض الأسرة للحرج فيسعى رب الأسرة إلى تزويج الخادمة من رجل خارج على القانون.
صدر الفيلم إلى دور العرض في 26 أبريل 1954.
منح موقع قاعدة بيانات الأفلام على الإنترنت (IMDB) الفيلم درجة 5/ 10.
منح موقع قاعدة بيانات الأفلام العربية «السينما.كوم» الفيلم درجة 5.7/ 10.

## طاقم التمثيل
سامية جمال: في دور سامية الراقصة
عماد حمدي: في دور مجدي عاصم
محمود المليجي: في دور مرسي
نجمة إبراهيم: في دور زكية (زوجة مرسي)
إستيفان روستي: في دور أبو العز (تاجر المخدرات)
محمد توفيق: في دور الحمش
حسين رياض: في دور الثري عبد الحليم شمس الدين
رياض القصبجي: في دور الصفراوي
صلاح نظمي: في دور رزق
بالاشتراك مع: علي رضا - حسن حامد – عايدة كامل - لولا عبده – فاطمة السلحدار – ماشيست – عبد المنعم إسماعيل – عبد النبي محمد – محسن حسنين – عبد الحميد بدوي – الطوخي توفيق – عبد المنعم عبد الرحمن – شلاضيمو.

## أحداث الفيلم
عبد الحليم شمس الدين (حسين رياض)، ابن الأثرياء، أقام علاقة مع مبروكة الشغالة ولكن أهله أجبروه على الزواج من فتاة مناسبة، وترك مبروكة حامل، فلما علم أهله بحملها لم يخبروه، وطلبوا منه السفر للخارج مع زوجته لاستكمال تعليمه.
قام الأهل بتزويج مرسى (محمود المليجى) من مبروكة بما في بطنها، حيث وضعت فتاة، ونسبت إلى مرسى باسم سامية (سامية جمال)، التي كبرت، وماتت أمها وتزوج مرسى من زكية (نجمة إبراهيم) وكانا يتاجران في المخدرات، وافتتح مرسى كباريه، وأصبحت سامية هي راقصة الكباريه. قام أبو العز (استيفان روستى) بصفقة مخدرات ثمنها ألف جنيه مع مرسي، وزكية، وأرادت زكية أن تقدم سامية إلى أبو العز بدلاً من النقود، ووضعت لها المخدر في الشاى، ولكن الحمش (محمد توفيق) زميلها في الكباريه نبهها فلم تشرب، وهربت من المنزل، وطاردها أفراد العصابة، واختبأت في شقة مجدى عاصم (عماد حمدى)، ولكن أفراد العصابة استطاعوا اختطافها اثناء نومها. كشف الحمش لمرسى بما كان من زكية، وأبو العز الذي طلب منه زواجها ولكنه رفض، وأراد أن يدفع له ثمن البضاعة فطلب من سامية أن تجالس السيد حسين (حسين رياض) المعجب بها، وتطلب منه المبلغ، وبالفعل لم يؤخر عنها ما طلبت. جاء مجدى لرؤية سامية، ولكنها أنكرته خوفاً
عليه من والدها. قام الصفراوي (رياض القصبجى) ورجاله من أعوان ابوالعز باختطاف سامية. تتابع الأحداث، ولاحظ السيد حسين تقارب ساميه، ومجدى فذهب له في منزله ليطمئن ان كان يحبها، ثم أخبره بأنه الأب الحقيقى لساميه، التي سمعته وعرفت انه ابوها، ولأمته على تركها كل هذه المدة في هذا الجو الأسود الرهيب، فأخبرها أنه لم يعلم بأن له ابنة إلا قريبا من أمه عندما أشرفت على الموت، ووعدها بتخليصها من مرسى، حيث ذهب إليه وأخبره بالحقيقة، وعرض عليه أي مبلغ مقابل التخلي عن سامية. تتشابك الأحداث بين مرسي، وزكية، وأبو العز، وهنا ظهر ان البوليس الذي كان يراقب الجميع، ويتضح ان الحنش ضابط مباحث، ودارت معركة تمكن فيها مرسى من الهروب واللحاق بأبو العز وقتله. حضر مجدى وخلص سامية من مرسى، وتمكن البوليس من القبض على الجميع.

## الحان وأغاني الفيلم
أعد وكتب الحان وأغاني الفيلم: عبد الحليم نويره - بيبى المانزا - أندريا رايدر
أوبريت رقصة الملك (آدى البير وآدى غطاه) كلمات فتحى قوره، ومن ألحان بيبى المانزا
رقصة آه يا زين: كلمات فتحى قوره، ومن ألحان عبد الحليم نويره، الغناء: صوت محمد قنديل
إستعراض رقصة البنور: تلحين أندريا رايدر
محمد قنديل (بالصوت فقط) آه يازين الرقاصين يازين - ياحلو ادلع وإحنا العاشقين، موسيقى: عبد الحليم نويّرة - كلمات: فتحي قوره، مع رقصة سامية جمال
الإستعراض الروماني، مع رقصة الملك - سامية جمال، كلمات: فتحي قوره، ألحان: بيبي ألمانزا، بمشاركة عبد النبي محمد، والفنان محمد توفيق - بدور الملك

## استقبال الفيلم
كتب موقع البيان الإماراتي: «إذا كان لكل نجمة شخصية مميزة تتألق بها على الشاشة، فإن سامية جمال حققت أفضل مستوياتها في الأدوار التي تظهر فيها كامرأة ذات معدن طيب، تسيطر عليها قوى الشر ممثلة في عصابة تجبرها على اقتراف العديد من الأعمال الاجرامية.. ولكن وسط انغماسها في مستنقع الشر، تتمرد على الأغلال المكبلة لها، وتندفع، بكل قوتها، ضد العصابة التي تستخدمها».
كتبت صحيفة القبس الكويتية: «قصة فيلم رقصة الوداع ليست هي الحبكة بل ما وراء ذلك، فقد عرف المخرج صلاح الدين ذو الفقار بأنه صاحب أفلام رومانسية، لمع اسمه كضابط في الجيش المصري، وصار بطلاً إثر معركة الفلوجة المشهورة عام 1948 في فلسطين، والتي حققت فيها مصر انتصارات عسكرية، ولذلك أصبح مطلوباً، وبات النجم رقم واحد، وصاروا يستدعونه إلى الاستوديوهات للتصوير معه، ومن هنا جاء الفيلم ليستثمر تلك الشهرة لمخرجه».
كتب موقع البوابة نيوز: «نجحت سامية جمال في أدوارها السينمائية العديدة مع مخرجين من طراز صلاح أبو سيف في» الصقر" 1949، ومع هنري بركات في "أمير الانتقام" 1950، ومع عز الدين ذو الفقار في "قطار الليل" 1953، و"رقصة الوداع«1954 ... من العلامات البارزة في الفيلم البوليسي... من الجدير بالذكر أن سامية جمال لم تكن بالراقصة المثيرة أو المبتذلة، وكانت تجيد الحركة في الصالة التي ترقص فيها، ولم تؤد في أي من هذه الأفلام دور بنت الليل».
أشاد أحمد السماحي على موقع «شهريار النجوم» في 4 يوليو 2021 بالمخرج عز الدين ذو الفقار في فيلمه «رقصة الوداع» قائلاً: «من الأفلام التي نجح فيها وكان قادراً على حبس أنفاس الجمهور حنى تنزل كلمة النهاية... الفيلم يعتبر نموذحاً جيداً لسينما التشويق والإثارة والإنقاذ في اللحظات الأخيرة».

## وصلات خارجية
https://dhliz.com/film/raqsat_al_wada3/ رقصة الوداع (فيلم 1954)
https://elcinema.com/work/1005391/ رقصة الوداع (فيلم 1954)
https://www.startimes.com/f.aspx?t=28309757 رقصة الوداع (فيلم 1954)
https://karohat.com/Title/8847a33e-942b-4c43-8d6d-ee450af61612 رقصة الوداع (فيلم 1954)
https://www.sama3y.net/forum/showthread.php?t=83520 رقصة الوداع (فيلم 1954)